# Ernst Kraus
Ernst Kraus, född 8 juni 1863 i Erlangen, död 5 september 1941 i Walchstadt am Wörthsee, var en tysk operasångare
Kraus ägnade sig flera år åt köpmansyrket, men utbildade sin röst i München och Milano, erhöll 1893 engagemang i Mannheim och tillhörde sedan 1896 kungliga operan i Berlin, där han uppbar de förnämsta tenorpartierna. Genom sin sällsport kraftiga och ungdomligt glansfulla röst i förening med en ståtlig gestalt har han vunnit stora framgångar, framför allt som Siegfried. Vid Wagnerfestspelen i Bayreuth har Kraus förutom nämnda roll sjungit Siegmunds, Walther Stolzings och Eriks. Till övriga roller höra Tannhäuser, Tristan,   Tamino, Max och Masaniello. Han har gett upprepade gästspel i Amerika och England. Kraus är kunglig kammarsångare. 